# 莫埃尼布·约瑟夫斯
莫埃尼布·约瑟夫斯（英語：Moeneeb Josephs，1980年5月19日—）是一名南非足球运动员。